# Bulbophyllum spongiola
Bulbophyllum spongiola là một loài phong lan thuộc chi Bulbophyllum.